# Parafia św. Mikołaja w Wilnie
Parafia św. Mikołaja w Wilnie – rzymskokatolicka parafia znajdująca się w Wilnie, w archidiecezji wileńskiej w dekanacie wileńskim I.
Kościoły i kaplice na terenie parafii:
- kościół św. Mikołaja w Wilnie – kościół parafialny
- kościół śś. Jakuba i Filipa w Wilnie – dominikański
- kościół Wniebowzięcia Najświętszej Marii Panny w Wilnie – franciszkanów konwentualnych
- kaplica więzienna na Łukiszkach
- kaplica Krzyża Świętego – prałatury Opus Dei

Msze święte odprawiane są w językach: litewskim (wszędzie) i polskim (kościoły śś. Jakuba i Filipa oraz Wniebowzięcia Najświętszej Marii Panny).